# راب شولت
راب شولت (انگلیسی: Rob Scholte؛ زادهٔ ۱ ژوئن ۱۹۵۸) نقاش اهل پادشاهی هلند است.